# Ганзера Іван Миколайович
Ганзера Іва́н Микола́йович (25 грудня 1987, Калинове, Харківська область, Україна) — український співак, переможець шоу Голос країни у складі команди Діани Арбеніної. Наразі співпрацює зі звукозаписувальною компанією Universal music.

## Біографія
Іван Ганзера народився у селі Калинове Борівського району, що на Харківщині. Від народження має проблеми з зором внаслідок родової травми. З дитинства почав виявляти зацікавленість музикою, відвідував музичну школу за класом акордеона, брав участь у різноманітних конкурсах не лише як акордеоніст, а й як співак. Після закінчення музичної школи працював художнім керівником у сільському клубі Калинового, займався музикою у власній невеличкій домашній студії. Відправною точкою для Ганзери стало служіння у діяльності Молодого театру Вадима Мулермана, завдяки якій Іван і вирішив брати участь у першому сезоні талант-шоу «Голос країни».
На «Голосі країни» Ганзера потрапив до команди Діани Арбеніної, хоча співпрацювати з ним забажали усі чотири зіркові тренери. У фінальному двобої з Антоніною Матвієнко Іван набрав 56 % голосів глядацької аудиторії та став переможцем першого сезону конкурсу. Завдяки цій перемозі він отримав право підписати контракт з Universal music на видання свого дебютного альбому. 15 листопада 2012 року побачила світ платівка під назвою «Я не могу тебя терять».
На парламентських виборах 2012 року Іван Ганзера балотувався у Верховну раду від Радикальної партії Олега Ляшка, отримавши 4-й номер у списку, однак потрібну для проходження у парламент кількість голосів це політичне формування не отримало.
На весні 2013 року Іван Ганзера відзняв свій перший кліп на пісню «Весна похожа на тебя».
Наразі співак співпрацює зі студією «Med Records».
24 грудня 2015 року Іван Ганзера випустив свій другий альбом, який має назву «Хто має долар, сало їсть».
В 2016 році за підрахунками сайту «Апостроф» визнали Івана Ганзеру лідером серед популярних українських артистів за кількістю виступів в зоні АТО. До цього рейтингу потрапили гурт «Океан Ельзи», «ВВ», Дзідзьо та співачка Анастасія Приходько. За що Іван був нагороджений відзнакою командира «53-ї окремої механізованої бригади» та пам'ятною медаллю «За безкорисне служіння батьківщині».
Нагороджений відзнакою Президента України «За гуманітарну участь в АТО» (указ від 17 лютого 2016 р.).

## Участь в шоу «Голос країни»
| Етап конкурсу           | Пісня                                                | Оригінал           | Результат                                                           |
| ----------------------- | ---------------------------------------------------- | ------------------ | ------------------------------------------------------------------- |
| Сліпі прослуховування   | «А ми удвох»                                         | укр. нар. пісня    | Всі чотири тренера повернули свої крісла. Іван обрав команду Діани. |
| Вокальні бої            | «Не тревожь мне душу, скрипка» (з Андрієм Сухарєвим) | Валерій Меладзе    | Врятований тренером                                                 |
| Прямі ефіри (тиждень 1) | «Сам собі країна»                                    | Скрябін            | Врятований (глядацьке голосування)                                  |
| Прямі ефіри (тиждень 3) | «Гуд-бай, Америка»                                   | Наутилус Помпилиус | Врятований (глядацьке голосування)                                  |
| Прямі ефіри (тиждень 5) | «Не забывай»                                         | Юрій Антонов       | Врятований (глядацьке голосування)                                  |
| Чвертьфінал             | «Чому ж я не сокіл»                                  | Михайло Петренко   | Врятований (глядацьке голосування)                                  |
| Півфінал                | «Felicita»                                           | Аль Бано           | Врятований (161 бал)                                                |
| Фінал                   | «Не плач, тато»                                      | укр. нар. пісня    | Переможець                                                          |
| Фінал                   | «Ты дарила мне розы»                                 | Діана Арбеніна     | Переможець                                                          |